# Stazioni ferroviarie del Giappone (Z)
| Stazioni ferroviarie del Giappone | Stazioni ferroviarie del Giappone | Stazioni ferroviarie del Giappone | Stazioni ferroviarie del Giappone | Stazioni ferroviarie del Giappone | Stazioni ferroviarie del Giappone | Stazioni ferroviarie del Giappone | Stazioni ferroviarie del Giappone | Stazioni ferroviarie del Giappone | Stazioni ferroviarie del Giappone | Stazioni ferroviarie del Giappone | Stazioni ferroviarie del Giappone | Stazioni ferroviarie del Giappone | Stazioni ferroviarie del Giappone | Stazioni ferroviarie del Giappone | Stazioni ferroviarie del Giappone | Stazioni ferroviarie del Giappone | Stazioni ferroviarie del Giappone | Stazioni ferroviarie del Giappone | Stazioni ferroviarie del Giappone | Stazioni ferroviarie del Giappone |
| --------------------------------- | --------------------------------- | --------------------------------- | --------------------------------- | --------------------------------- | --------------------------------- | --------------------------------- | --------------------------------- | --------------------------------- | --------------------------------- | --------------------------------- | --------------------------------- | --------------------------------- | --------------------------------- | --------------------------------- | --------------------------------- | --------------------------------- | --------------------------------- | --------------------------------- | --------------------------------- | --------------------------------- |
| A                                 | B                                 | C                                 | D                                 | E                                 | F                                 | G                                 | H                                 | I                                 | J                                 | KL                                | M                                 | N                                 | OP                                | R                                 | S                                 | T                                 | U                                 | W                                 | Y                                 | Z                                 |

## Lista delle stazioni
| Stazione di Zaikōji        | 財光寺駅（ざいこうじ）               |
| Stazione di Zama           | 座間駅（ざま）                       |
| Stazione di Zaō            | 蔵王駅（ざおう）                     |
| Stazione di Zasshonokuma   | 雑餉隈駅（ざっしょのくま）           |
| Stazione di Zen            | 膳駅（ぜん）                         |
| Stazione di Zendōji        | 善導寺駅（ぜんどうじ）               |
| Stazione di Zengo          | 前後駅（ぜんご）                     |
| Stazione di Zengyō         | 善行駅（ぜんぎょう）                 |
| Stazione di Zenibako       | 銭函駅（ぜにばこ）                   |
| Stazione di Zenjino        | 善師野駅（ぜんじの）                 |
| Stazione di Zenkōji        | 善光寺駅（ぜんこうじ）               |
| Stazione di Zenkōjishita   | 善光寺下駅（ぜんこうじした）         |
| Stazione di Zenshōji       | 禅昌寺駅（ぜんしょうじ）             |
| Stazione di Zentsūji       | 善通寺駅（ぜんつうじ）               |
| Stazione di Zeze           | 膳所駅（ぜぜ）                       |
| Stazione di Zezehonmachi   | 膳所本町駅（ぜぜほんまち）           |
| Stazione di Zōda           | 造田駅（ぞうだ）                     |
| Stazione di Zōshigaya      | 雑司が谷駅（ぞうしがや）             |
| Stazione di Zōshiki        | 雑色駅（ぞうしき）                   |
| Stazione di Zōzanguchi     | 象山口駅（ぞうざんぐち）             |
| Stazione di Zuiko Yonchome | 瑞光四丁目駅（ずいこうよんちょうめ） |
| Stazione di Zushi          | 逗子駅（ずし）                       |